# آزمایش سیفلیس در گواتمالا
آزمایش‌های مربوط به سفلیس در گواتمالا از سال ۱۹۴۶ تا ۱۹۴۸ انجام گرفت.و به دلیل آزمایش های غیراخلاقی خود بر روی جمعیت های انسانی آسیب پذیر در گواتمالا شناخته شده است. این آزمایش‌های غیر اخلاقی و مسلما غیر قانونی تحت حمایت آزمایش‌های انسانی آمریکا قرار داشتند و این پژوهش در دوره حکومت خوان خوزه آریوالو و هری ترومن با همکاری برخی از وزارتخانه‌ها و مقامات بهداشت گواتمالا به انجام رسید. دکترها، سربازان، زندانیان و بیماران روانی را بدون رضایت آگاهانه آنها به سفلیس و سایر بیماری‌های آمیزشی آلوده می‌کردند و سپس آنها را با آنتی‌بیوتیکها درمان می‌کردند. در اکتبر ۲۰۱۰، آمریکا به‌طور رسمی از گواتمالا برای انجام این آزمایش‌ها معذرت‌خواهی کرد.
تحقیقات در مورد سیفلیس اغلب با استانداردهای اخلاقی فاصله زیادی داشت. بیش از هزار بزرگسال به طور عمدی با مواد عفونی برای سیفلیس، شانکروئید و سوزاک در گواتمالا تلقیح شدند. مطالعه سیفلیس Tuskegee، که توسط سرویس بهداشت عمومی ایالات متحده انجام شد، بین سال های 1932 و 1972 با هدف پیگیری تاریخچه طبیعی بیماری در صورت عدم درمان انجام شد. این افراد به یک جمعیت سیاهپوست روستایی تعلق داشتند و زمانی که درمان موثر برای سیفلیس در سال 1945 در دسترس قرار گرفت، مطالعه متوقف نشد.
اسناد کشف شده در سال 2010 نشان می دهد که دکتر جان کاتلر از خدمات بهداشت عمومی سرپرستی آزمایشات گواتمالا را بر عهده داشته است. کاتلر بعداً در آزمایش‌های بدنام (و معروف‌تر) تاسکگی شرکت کرد که در آن صدها آمریکایی آفریقایی تبار مبتلا به سیفلیس بدون ارائه درمانی برای این بیماری مورد مطالعه قرار گرفتند.دکتر کاتلر در سال 2003 درگذشت. آرشیو پیتسبورگ که وی به جا گذاشت شامل بیش از 12000 صفحه از اسنادی بود که مطالعات در گواتمالا را توصیف می‌کردند، از جمله دفترچه‌های تجربی، کارت‌هایی برای شرکت‌کنندگان، عکس‌های شرکت‌کنندگان، و مکاتبات. هیچ یک از مطالب هرگز منتشر نشده بود.
دولت ایالات متحده آمریکا از سال ۱۹۴۶ تا ۱۹۴۸ به‌طور عمدی تعدادی از شهروندان کشور گواتمالا به میکروب سفلیس آلوده نمود تا بر روی اثرات این بیماری مطالعات علمی صورت پذیرد. در سال ۲۰۱۰ بعد از گذشت ۶۲ سال، ریاست جمهوری ایالات متحده باراک اوباما بابت این اتفاق از ملت گواتمالا عذر خواهی کرد. تاکنون هیچ‌گونه اقدامی از سوی دولت آمریکا جهت جبران خسارت آسیب دیدگان این جنایت انجام نپذیرفته‌است. رئیس‌جمهور گواتمالا آلوارو کولوم این آزمایش‌ها را جنایت علیه بشریت نامید.

## زمینه تاریخی
خرگوش‌ها از اوایل قرن بیستم برای آزمایش درمان‌های سیفلیس استفاده می‌شدند. در دهه ۱۹۴۰ به عنوان بخشی از تحقیق در مورد روش‌های پیشگیری از سیفلیس، پنی سیلین به آنها تزریق شد. تقریباً در همان زمان، متخصصان پزشکی، از جمله جراح عمومی ایالات متحده، دکتر توماس پاران، برای افزایش دانش بیماری‌های مقاربتی و کشف گزینه‌های پیشگیری و درمان مناسب‌تر در انسان، اصرار داشت. این جستجو برای روش‌های جدید با شروع جنگ جهانی دوم قوی تر شد و حامیان بیشتری را به دست آورد. این تا حد زیادی به دلیل تلاش برای محافظت از نیروهای ارتش ایالات متحده در برابر عفونت‌های گسترده STDs مانند سوزاک، و همچنین رژیم دردناک پیشگیری که شامل تزریق یک پروتئین نقره به آلت تناسلی افراد بود، بود. در آن زمان، تخمین زده می‌شد که بیماری‌های مقاربتی بر ۳۵۰٫۰۰۰ سرباز تأثیر می‌گذارد، که معادل از بین بردن دو لشکر مسلح برای یک سال کامل است. هزینه این خسارات، که در آن زمان به حدود ۳۴ میلیون دلار می‌رسید، تحقیقات برای درمان‌های STD را به ویژه ضروری کرد.
اولین آزمایش میدانی که توسط این گروه برای پیشرفت‌های جدید در درمان STD و اقدامات پیشگیرانه انجام شد، آزمایش‌های زندان Terre Haute در سال‌های ۱۹۴۳–۱۹۴۴ بود که توسط بسیاری از همان افرادی که در آزمایش‌های سفلیس در گواتمالا شرکت می‌کردند انجام و پشتیبانی شد.
هدف از این آزمایش یافتن یک پیشگیری مناسب تر از STD با آلوده کردن افراد انسانی استخدام شده از جمعیت زندان به سوزاک بود. اگرچه در ابتدا ایده استفاده از سوژه‌های انسانی بحث‌برانگیز بود، اما حمایت دکتر توماس پاران و سرهنگ جان راجرز، افسر اجرایی لشکر پزشکی ارتش ایالات متحده، به دکتر جان اف. ماهونی و دکتر کاسیوس جی. ون اسلایک کمک کرد. برای شروع اجرای آزمایش‌های دکتر جان کاتلر، یکی از همکاران جوان دکتر ماهونی، به انجام آزمایش‌ها کمک کرد و در ادامه آزمایش‌های سفلیس گواتمالا را رهبری کرد. آزمایش‌ها در تره‌هوت، مقدمه آزمایش‌های گواتمالا بود. این اولین موردی بود که نشان داد چگونه رهبران نظامی با جدیت به پیشرفت‌های جدید برای مبارزه با بیماری‌های مقاربتی و تمایل آنها برای آلوده کردن افراد انسانی اصرار داشتند.